# Église Saint-Martin-Saint-Laurent d'Orsay
Pour les articles homonymes, voir Église Saint-Martin.
L'église Saint-Martin-Saint-Laurent est une église paroissiale de culte catholique, dédiée à l'apôtre des Gaules, saint Martin et au martyr saint Laurent, située dans la commune française d'Orsay et le département de l'Essonne.

## Situation
| \| Localisation de l'église Saint-Martin-Saint-Laurent dans l'Essonne. · Église Saint-Martin-Saint-Laurent \| Localisation de l'église Saint-Martin-Saint-Laurent dans l'Essonne. |
| Localisation de l'église Saint-Martin-Saint-Laurent dans l'Essonne. · Église Saint-Martin-Saint-Laurent                                                                           |

L'église Saint-Martin-Saint-Laurent est implantée en centre-ville d'Orsay, face à l'hôtel-de-ville et à l'hôpital, en bordure de la route départementale 446, sur la rive droite de la rivière l'Yvette.

## Historique
La paroisse, fondée au XIe siècle, fut octroyée aux moines de l'abbaye Notre-Dame de Longpont. Ils construisirent en 1151 un prieuré.
À la place, en 1200 furent élevés la nef, le chœur et le clocher dans un style gothique. Durant les guerres de religion, l'église fut pillée en 1591. La nef fut incendiée en 1652 par les soldats lors de la Fronde. En 1656, elle fut reconstruite dans un style néoroman.
En 1776, Pierre Gaspard Marie Grimod d'Orsay fit reconstruire la façade dans un style néoclassique imitant les temples grecs et romains et une chapelle sépulcrale pour son épouse. Au XIXe siècle, de part et d'autre de la nef furent élevées quatre chapelles et un baptistère, la chapelle de la Vierge en 1843, la chapelle Sainte-Marthe en 1865, la chapelle du Sacré-Cœur et la chapelle Saint-Joseph en 1894. Fut aussi installé en 1840 un orgue. En 1890, le peintre Charles-Henri Michel participa à la décoration de l'église.
Le 27 avril 1944, les cloches furent inscrites aux monuments historiques. En 1988 fut ajouté un nouvel orgue.

## Description
L'église mélange différents styles architecturaux. Le chœur placé entre les piliers de soutien du clocher est bâti dans un style gothique, la nef fut reconstruite dans un style néoroman, la façade élevée au XVIIIe siècle dans un style néoclassique et les chapelles collatérales ainsi que le baptistère ont été construits dans un style troubadour, enfin, l'orgue et les fresques datent de la deuxième moitié du XXe siècle.
La façade est orientée plein ouest, la nef est couverte par une voûte en berceau, au nord se trouve le baptistère avec les fonts baptismaux et une pietà, suivis par les chapelles dédiées au Sacré-Cœur et à Saint Joseph. Au sud, les deux chapelles sont dédiées, l'une à la Vierge et l'autre à sainte Marthe. Trois statues représentent saint Martin, saint Laurent et saint Fiacre.
Seules les cloches en bronze datant de 1562 et 1757 sont classées au monuments historiques au titre des objets depuis le 27 avril 1944.

## Pour approfondir